# طالب الشبيب
طالب حسين الشبيب (1934-1997) كان سياسي عراقي. ولد في محافظة بابل ودرس الهندسة في كلية إمبريال في لندن.
انتخب الشبيب لزعامة حزب البعث العربي الاشتراكي وكان واحدا من الثلاثة الذين خططوا للانقلاب في وقت لاحق ضد رئيس الوزراء عبد الكريم قاسم. أصبح وزيرا للخارجية في ظل النظام الجديد.
أدت الخلافات الداخلية إلى الذهاب إلى المنفى. بعد الانقلاب الثاني في عام 1968 أعطيت الشبيب عدة مناصب كسفير. في عام 1976 استقال من منصبه كسفير عراقي في ألمانيا وذهب إلى المنفى مرة أخرى عندما نشأت خلافات بينه وبين سياسات صدام حسين. كرس بقية حياته في المنفى وقاد حملة ضد صدام حسين لعراق ديمقراطي.